# Hugh Grant
Hugh John Mungo Grant (Hammersmith, Londen, 9 september 1960) is een Brits acteur die in films over het algemeen de rol van een typische Engelsman speelt.
Hij studeerde Engels aan de Universiteit van Oxford en maakte zijn filmdebuut in 1982, waarna hij in 1985 in de televisieserie The Detective speelde. Een van zijn eerste grote rollen was in de film The Remains of the Day in 1993, en hij werd tegelijkertijd bekend als de vriend van actrice Elizabeth Hurley. Hij werd beroemd als acteur na zijn rol in Four Weddings and a Funeral in 1994. Een jaar later werd hij nummer 43 in de lijst van meest sexy mannen in een Amerikaans filmblad (Empire). Om kosten te besparen maakte Grant enige jaren gebruik van een verzonnen persoonlijke manager, James Howe Ealy.
Niet lang na zijn grote rol in Sense and Sensibility in 1995 werd hij in Hollywood gearresteerd voor 'ongepast' gedrag met een prostituee. Een publiek excuus hielp hem de gunst van het publiek terug te winnen. Hij bleef uit de publiciteit totdat hij in 1999 tegenover Julia Roberts in de film Notting Hill verscheen. Hierna speelde hij in een reeks succesvolle films, waaronder Bridget Jones's Diary en About a Boy.
Hugh Grant is nooit genomineerd voor een Oscar. Hij won wel meerdere andere prestigieuze prijzen:
- BAFTA Award voor Beste Acteur voor zijn rol in Four Weddings and a Funeral (1994)  ￼
- Golden Globe voor Beste Acteur in een musical of komedie voor dezelfde film (1994)
- Daarnaast diverse nominaties voor BAFTA’s, Golden Globes, Critics’ Choice, Emmy’s en SAG Awards voor televisiewerk en filmoptredens zoals Florence Foster Jenkins, Paddington 2, A Very English Scandal, en The Undoing.

Grant had relaties met Elizabeth Hurley (1987-2000) en Jemima Goldsmith (2004-2007). Hij heeft vijf kinderen bij twee verschillende vrouwen. Twee kinderen kreeg hij in 2011 en 2012 uit een korte hevige relatie met Tinglan Hong. Sinds 2012 heeft hij een relatie met de Zweedse ondernemer Anna Elisabet Eberstein. Ze kregen drie kinderen en trouwden in mei 2018 in Londen.

## Filmografie

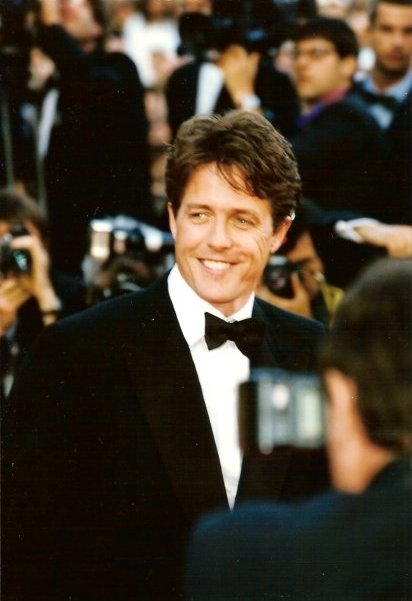
Hugh Grant in 1997

- Bibsys: 98067075
- Biblioteca Nacional de España: XX1092857
- Bibliothèque nationale de France: cb139722160 (data)
- Catàleg d'autoritats de noms i títols de Catalunya: 981058530189906706
- Gemeinsame Normdatei: 119541955
- International Standard Name Identifier: 0000 0001 1450 534X
- Library of Congress Control Number: no96014456
- Nationale Bibliotheek van Letland: 000268414
- MusicBrainz: c7e6fa51-487d-47ca-b6da-422da2e1104e
- Bibliotheek van het Japanse parlement: 00620759
- Nationale Bibliotheek van Tsjechië: xx0028259
- Nationale Bibliotheek van Israël: 987007428872305171
- Nationale Bibliotheek van Polen: a0000002998096
- Nederlandse Thesaurus van Auteursnamen: 126127328
- Istituto Centrale per il Catalogo Unico: RAVV103884
- SNAC: w6cr6q2p
- Système universitaire de documentation: 058643699
- Virtual International Authority File: 85474561
- WorldCat: E39PBJmTpT7vhjBc37Fgrcp9Dq